# NGC 592
NGC 592 является областью H II в Галактике Треугольника. Она была открыта Генрихом Луи Д’Арре 2 октября 1861 года. Этот объект входит в число перечисленных в оригинальной редакции «Нового общего каталога».

## Характеристики
В NGC 592 происходят активные процессы звездообразования. Расстояние до области составляет приблизительно 2,7 млн световых лет. Согласно наблюдениям, средняя температура газа в ней составляет около 1500 кельвинов.